# Łotewscy posłowie do Parlamentu Europejskiego 2004
Łotewscy posłowie V kadencji do Parlamentu Europejskiego uzyskali ten status w dniu 1 maja 2004, tj. w dniu akcesji Łotwy do Unii Europejskiej. Byli przedstawicielami krajowego parlamentu. Ich mandaty wygasły w dniu zakończenia kadencji PE 19 lipca 2004.

## Lista posłów
- Boriss Cilevičs (Partia Zgody Narodowej, PES)
- Silva Golde (Partia Ludowa, EPP-ED)
- Andis Kāposts (Związek Zielonych i Rolników, G-EFA)
- Paulis Kļaviņš (Nowa Era, EPP-ED)
- Guntars Krasts (TB/TNNK, UEN)
- Aleksandrs Kiršteins (Partia Ludowa, EPP-ED)
- Liene Liepiņa (Nowa Era, EPP-ED)
- Juris Sokolovskis (PCTVL, G-EFA)
- Inese Šlesere (Pierwsza Partia Łotwy, EPP-ED)